# Livia Rothkirchen
Livia Rothkirchen (1922 - mars 2013) est une historienne et archiviste israélienne née en Ruthénie des Carpates. Elle est l'auteur de plusieurs livres sur l'Holocauste, dont The Destruction of Slovak Jewry (1961), la première description faisant autorité sur la déportation et du meurtre des Juifs de Slovaquie.

## Biographie
Rothkirchen est né dans une famille juive à Veľká Sevljuš dans la province de la Rus des Basses-Carpates, alors partie de la Tchécoslovaquie (plus tard partie de l'Ukraine). Elle a fréquenté le gymnase de Khust. En 1938, l'Allemagne nazie s'empara de la région des Sudètes en Tchécoslovaquie avec l'assentiment des principaux États européens. La Ruthénie des Carpates, dont Veľká Sevljuš, fut annexée par la Hongrie. L'Allemagne a ensuite démembré la Tchécoslovaquie, la remplaçant par le protectorat de Bohême et de Moravie et un État slovaque nominalement indépendant, qui a collaboré avec les nazis. Dans les trois régions, des réglementations sévères ont été imposées aux citoyens juifs, dont la plupart ont finalement été déportés et tués. Rothkirchen et sa famille ont été déportés au camp de concentration d'Auschwitz en mai 1944 ; ses parents n'ont pas survécu.
Après la guerre, Rothkirchen et ses trois sœurs s'installèrent à Prague, où elle étudia la langue et la littérature russe et anglaise à l'Université Charles, obtenant son doctorat en 1949 pour une thèse sur le dramaturge et romancier anglais JB Priestley, Modern England in the Light of JB. Les pièces de Priestley.

## Recherche
Après avoir déménagé en Israël en 1956, Rothkirchen a rejoint le personnel de Yad Vashem, le mémorial officiel d'Israël aux victimes de l'Holocauste. Elle a apporté une contribution distincte à la documentation de l'Holocauste, en particulier des problèmes découlant de la prise de contrôle par l'Allemagne de la République démocratique de Tchécoslovaquie. Rothkirchen a étudié l'impact des décisions des dirigeants politiques européens sur la société en général, sur les dirigeants communautaires juifs tentant de sauver leurs communautés et sur les Juifs tentant de se sauver eux-mêmes et leurs familles de l'anéantissement.
Vers 1968, Rothkirchen est devenue rédactrice en chef des Yad Vashem Studies (alors appelées Yad Vashem Studies on the European Jewish Catastrophe and Resistance ), poste qu'elle a occupé pendant 15 ans, au cours desquels elle a édité les volumes 7-15. Elle est également auteur et co-auteur de nombreux articles pour la revue, et a écrit ou édité plusieurs livres. Gila Fatran a écrit à propos du premier livre de Rothkirchen, The Destruction of Slovak Jewry (1961), que « le travail pionnier et dévoué investi dans ce livre se reflétait dans sa qualité et son exactitude ». Cet ouvrage et son dernier livre, Les Juifs de Bohême et de Moravie : faire face à l'Holocauste (2005), « fournissent ensemble une histoire globale de l'Holocauste dans l'ex-Tchécoslovaquie », selon l'historien Michael L. Miller. Ce dernier livre a reçu des éloges pour être l'un des seuls ouvrages sur son sujet disponibles en anglais, mais aussi quelques critiques pour avoir trop insisté sur l'idée de tolérance tchèque et présenter une vision unilatérale des relations tchéco-juives,,.
Rothkirchen a reçu le prix Max Nordau d'histoire en 1973. Un numéro de Yad Vashem Studies a été consacré à sa mémoire après sa mort à Jérusalem en 2013.